# Municipio 2 Laurel
El municipio 2 Laurel (en inglés: Township 2 Laurel) es un municipio ubicado en el  condado de Madison en el estado estadounidense de Carolina del Norte. En el año 2010 tenía una población de 1.100 habitantes.

## Geografía
El municipio 2 Laurel se encuentra ubicado en las coordenadas 35°58′51.2″N 82°41′10.44″O / 35.980889, -82.6862333.